# Mohamed Abdelmonem
Mohamed Abdelmonem El-Sayed Mohamed Ahmed (arabisch محمد عبد المنعم السيِد محمد أحمد, DMG Muḥammad ʿAbd al-Munʿim as-Sayyid Muḥammad Aḥmad; * 1. Februar 1999 in Zagazig) ist ein ägyptischer Fußballspieler, der aktuell beim OGC Nizza in der Ligue 1 spielt.

## Karriere

### Verein
Abdelmonem begann bereits 2009 seine fußballerische Ausbildung beim erfolgreichsten afrikanischen Verein al Ahly SC in Kairo. Dort stand er in der Saison 2017/18 bereits die ersten Mal im Profikader in der Egyptian Premier League, als das Team Meister wurde. Auch 2018/19 wurde al Ahly Meister, Abdelmonem stand jedoch lediglich im Pokal im Kader.
Daraufhin wurde er im Januar 2020 an den Ligakonkurrenten Smouha SC verliehen. Dort debütierte er Mitte August 2020 (19. Spieltag), nach einer fünfmonatigen Unterbrechung aufgrund der COVID-19-Pandemie, in der Startelf gegen al-Mokawloon al-Arab im Profibereich. Am vorletzten Spieltag der Saison erzielte er bei einem 2:1-Sieg über Al-Ittihad Al-Sakndary seinen ersten Treffer in der ägyptischen Premier League. Insgesamt spielte er während seiner Leihe 2020 acht Ligaspiele und eine Pokalpartie, wobei er insgesamt einmal traf. Noch bevor die darauf folgende Spielzeit 2020/21 begann, wurde seine Leihe bis zum Ende jener Saison verlängert. Daraufhin war er Stammspieler, spielte 24 Mal in der Liga, wobei er einmal traf, und schoss ein Tor in zwei Pokalspielen, wo er mit dem Klub erst im Finale am al Zamalek SC scheiterte. Nach seiner finalen Rückkehr vom Smouha SC, wurde er ursprünglich für die gesamte Saison 2021/22 an den ebenfalls erstklassigen Future FC verliehen. Nach sieben Einsätzen über die vollen 90 Minuten wurde die Leihe im Januar 2022 abgebrochen und Abdelmonem kehrte in die Hauptstadt zurück.
Dort debütierte er bei einem 0:0-Unentschieden gegen al-Hilal Khartum in der CAF Champions League und wurde direkt zum Spieler der Woche des Wettbewerbs gekürt. Kurz zuvor gewann er mit dem Verein bereits das Spiel um Platz drei der FIFA-Klub-Weltmeisterschaft 2021 gegen al-Hilal Riad, wobei er über die gesamte Spielzeit auf dem Platz stand. Im Viertelfinalrückspiel der Champions League traf er gegen Raja Casablanca das erste Mal international und konnte durch den 1:1-Ausgleichstreffer das Weiterkommen, nach einem 2:1-Sieg im Hinspiel, sichern. Bei al Ahöy entwickelte er sich zur festen Größe in der Verteidigung und lief in 15 Ligaspielen und acht Champions-League-Spielen auf. Zu Beginn der Saison 2022/23 gewann er mit dem Verein den Supercup. Auch die restliche Spielzeit verlief für Abdelmonem und den Verein erfolgreich. Er war Stammspieler und konnte in 42 Einsätzen wettbewerbsübergreifend vier Tore erzielen, welche alle in der Champions League erzielt wurden. Er gewann neben dem Supercup und dem vierten Platz bei der Klub-Weltmeisterschaft das Triple aus Liga, Pokal und der CAF Champions League. 2023/24 konnte er erneut mit dem Team das Triple gewinnen und holte zudem den Pokal im Supercup sowohl im Mai, als auch im Dezember 2023. Auch in der Klub-WM erreichte man erneut den dritten Platz. Abdelmonem spielte dabei 23 Ligaspiele (ein Tor), zwölf Champions-League-Partien (ein Tor), alle drei Spiele in der Klub-WM und zweimal im Pokal.
Im Sommer 2024 wechselte er nach überzeugenden Leistungen für eine Ablösesumme von über vier Millionen Euro in die französische Ligue 1 zum OGC Nizza. Dort brachte er es in seiner ersten Saison 2024/25 auf zwölf Ligaeinsätze, vier Spiele in der UEFA Europa League und zwei Pokalspiele. Gegen Ende der Spielzeit zog er sich im Spiel gegen Paris Saint-Germain (3:1-Sieg) einen Kreuzbandriss zu und fällt für mehrere Monate aus.

### Nationalmannschaft
Abdelmonem wurde im November 2021, nachdem er zuvor einmal für die U23-Mannschaft spielte, das erste Mal für die ägyptische A-Nationalmannschaft berufen, als er im Kader zum FIFA Arab Cup 2021 stand. Dort debütierte er im Viertelfinale gegen Jordanien bei einem 3:1-Sieg nach Verlängerung im Nationaltrikot. Mit dem Team wurde er Vierter des Wettbewerbs, wobei er zwei persönliche Einsätze verbuchen konnte. Anschließend stand er im Kader des weniger als einen Monat später beginnenden Afrika-Cup 2022. Dort schoss er im letzten Gruppenspiel, bei einem 1:0-Sieg gegen den Sudan sein erstes Tor im Nationaldress und sicherte den Ägyptern mit dem entscheidenden Treffer den Einzug in die K.o.-Phase. Im erfolgreichen Halbfinale gegen Kamerun wurde er zudem zum Spieler des Spiels gekürt. Abdelmonem spielte in allen sieben Partien des Wettbewerbs und scheiterte erst im Finale im Elfmeterschießen am Senegal, wobei auch er seinen Versuch vergab. Dennoch stand er im Team des Turniers. Im restlichen Jahr 2022 kam er auf drei weitere Länderspieleinsätze und 2023 spielte er acht Spiele. Beim Afrika-Cup 2024 stand er erneut im Kader und lief in vier Partien auf. Ägypten scheiterte im Achtelfinale an der DR Kongo, wobei Abdelmonem im Elfmeterschießen dieses Mal traf. Im restlichen Verlauf des Jahres 2024 wurde er vom neuen Nationaltrainer Hossam Hassan noch sechsmal eingesetzt.

## Erfolge
International
- CAF-Champions-League-Sieger: 2023, 2024 (alle mit dem al Ahly SC)

Ägypten
- Meister: 2018, 2023, 2024 (alle mit dem al Ahly SC)
- Pokalsieger: 2022, 2023 (alle mit dem al Ahly SC)
- Supercup-Sieger: 2022, 2023, 2024 (alle mit dem al Ahly SC)